# Tadeusz Jaworski (lekkoatleta)
Tadeusz Jaworski (ur. 26 września 1945 w Poznaniu, zm. 19 sierpnia 2020) – polski lekkoatleta sprinter i płotkarz.

## Życiorys
Zdobył złoto w sztafecie 4 × 100 metrów i dwa srebrne medale w biegu na 200 metrów oraz sztafecie szwedzkiej na pierwszych europejskich igrzyskach juniorów w 1964 w Warszawie. Na mistrzostwach Europy w 1966 w Budapeszcie odpadł w eliminacjach biegu na 100 metrów. Na europejskich igrzyskach halowych w 1967 w Pradze odpadł w eliminacjach biegu na 50 metrów, ale w sztafecie 4 × 2 okrążenia zdobył srebrny medal (wraz z nim biegli Edward Romanowski, Jan Balachowski i Edmund Borowski).
Był mistrzem Polski w biegu na 200 metrów przez płotki w 1966 oraz wicemistrzem w biegu na 100 metrów w 1966 i  1968 i w sztafecie 4 × 100 metrów w 1967. 
W latach 1964–1970 startował w siedmiu meczach reprezentacji Polski (12 startów) w biegu na 100 metrów i w sztafecie, bez zwycięstw indywidualnych.
Rekordy życiowe:
- bieg na 100 metrów – 10,3 (13 maja 1967, Poznań)[5]

Był zawodnikiem Energetyka Poznań.